# Друганов Олександр Павлович
Олександр Павлович Друганов (нар. 2 квітня 1961, м. Сєверодвінськ) — сучасний український художник. Працює в галузі живопису, графіки, театру. Ілюстратор, учасник перформансів, сценограф. Член Національної спілки художників України (з 1989 р.).

## Життєпис
- 1973-1980 рр. навчання в Республіканській Художній школі ім. Т. Шевченка  на відділенні живопису.
- 1980—1982 рр. — проходив військову службу.
- 1983—1989 рр. — навчання в Київському художньому інституті (нині Національна академія образотворчого мистецтва і архітектури). Педагоги зі спеціальності -  А. Чебикін, Т. Лящук. Відтоді працював у ньому викладачем кафедри графіки.
- 1995–1997 рр. – художник-постановник у Київському театрі драми та комедії.
- 1997–1999 рр. – артдиректор рекламної агенції «Leo Burnett Kyiv».
- 2000–2001 рр. – головний художник Київського театру «Вільна сцена».
- 2002–2003 рр. – артдиректор рекламної агенції «Propaganda Ogilvy».
- Від 2005 р. – у компанії «Мік Шорр» на творчій роботі.

## Творча діяльність
З 1986 року займається ілюструванням книг, працює з видавництвами. У цей же період стає учасником художньої групи «Паризька Комуна» [Архівовано 10 грудня 2017 у Wayback Machine.]. У 1993 році представляє свій перший перформанс «There is so much air & moon» на музику  М. Равеля «Болеро». У 1994 році почалася тривала спільна робота Олександра Друганова і театрального режисера Дмитра Богомазова. Поштовхом для співпраці послужив перформанс «Горло».Значне художнє досягнення – спільний проект с Раду Поклітару «Перехрестя» на музику Мирослава Скорика.

### Персональні виставки
- 2014 «Фотографії» (Галерея «Триптих», Київ)
- 2013 «Лінія» (галерея «Карась», Київ)
- 2011 «PHOTOEXPO» (Robert Gallery, Київ)
- 2010 «90/120» (Український національний музей, Київ)
- 2010 «Бачення», живопис, Карась Галерея, Київ
- 2009 «360˚», живопис, Карась Галерея, Київ; «Марки», живопис, Карась Галерея, Київ
- 2008 «Тихше», інсталяция, Міжнародний фестиваль сучасного мистецтва Гогольfest, Мистецький арсенал, Київ; «Час», Гурзуфські сезони, Гурзуф
- 2007 «Персона (Хто ти?)» місяць фотографії, галерея «А-Хаус», Київ; «Хвиля», Гурзуфські сезони, Гурзуф
- 2006 «Ж. З. Л.», галерея «Триптих», Київ
- 2005 «…&…», живопис, Карась Галерея, Київ
- 2003 «Вперше», живопис, Карась Галерея, Київ; «Сучасність и традиція», Тбілісі; «М'яке світло», Ліхтхаус, Київ; "Міжнародний день театра ", галерея «Лавра», Киев
- 2002 «Повторення — мати вчення», фото, Карась Галерея, Київ
- 2001 «Діалог з цитатою», Карась Галерея, Київ
- 2000 «Нові напрямки», Спілка Художників України, Київ
- 1997 «worKINGman», живопис, Карась Галерея, Київ; «Фото…синтез», Київ
- 1996 «В сімейний альбом», Київ
- 1995 «Чорне і біле», Київ; «Barbaros», Київ; «Small Graphic Forms», Лодзь, Польща
- 1994 «Простір культурної революції», Київ; «Графіка України», Краков, Польща; «Postanaesthesia», Лейпциг
- 1992 «Postanaesthesia», Мюнхен; «Dialog mit Kiew», Мюнхен; «Літо», Київ; «Штиль», Київ
- 1991 «Impreza-91», Міжнародне бієнале, Івано-Франківськ
- 1990 «Interdruk», Міжнародне бієнале, Львів
- 1989—1991 «Художник і книга», Київ

### Групові виставки
- 2014 Благодійний проект «Мистецтво, що рятує» (Мистецький Арсенал, Київ)
- 2014 «Український ландшафт», Мистецький Арсенал, Київ
- 2013 ART_KYIV TEMPORARY VIII (Мистецький Арсенал, Київ)
- 2011 Проект «Незалежні» (Мистецький Арсенал, Київ)
- 2011 «Космічна Одіссея» (Мистецький Арсенал, Київ)
- 2009 «Гурзуфські сезони» (Інститут сучасного мистецтва, Київ)
- 2002 «Сучасність і традиція» (Грузія, Тбілісі)
- 2001 «Сучасне мистецтво» (Національна спілка художників України, Київ)
- 2000 «Нові напрямки» (Національна спілка художників України, Київ)
- 1997 "Фото ... синтез» (Національна спілка художників України, Київ)
- 1996 «До сімейного альбому» (Києво-Могилянська Академія, Київ)
- 1995 «Чорне і біле» (Галерея Шупера, Київ)
- 1995 «Barbaros» (Національна спілка художників України, Київ)
- 1994 «Простір культурної революції» (Український Дім, Київ)
- 1992 "Postanaesthesia (Мюнхен, Німеччина)
- 1992 «Dialog mit Kiew» (Мюнхен, Німеччина)
- 1992 «Літо» (Київ, Україна)
- 1992 «Штиль» (Київ, Україна)

### Бієнале
- 2013 IV FINE ART UKRAINE, Художній проект Траєкторія («Мистецький Арсенал", Київ)
- 2007 "Місяць фотографії", "Персона" (Хто ти?), (Київ,«А-Хаус»)
- 2004 «Місяць фотографії», «Війна і Мир» (фотобієнале, Київ)
- 2002 «Місяць фотографії», «Stereo Cat» виставка (Київ, Галерея «Карась»)
- 1998 «Місяць фотографії-98», Міжнародна виставка (Братислава, Словаччина)
- 1993 «Імпреза-93», Міжнародне бієнале (Івано-Франківськ, Україна)
- 1991 «Імпреза-91», Міжнародне бієнале (Івано-Франківськ, Україна)
- 1990 «Інтердрук», Міжнародне бієнале (Львів, Україна)

### Вистави
- 2014 «Шинкарка» (Одеса, Український Театр Музичної Драми)
- 2013 «MORITURI TE SALUTANT» (2) (Національний театр ім. І.Франка)
- 2012 Балет «Перехрестя» («Київ Модерн-балет» спільно із Національною оперою України, Київ)
- 2011 «ДОН ЖУАН» (Державний Театр Драми і Комедії, Київ)
- 2009 Музичний проект Святослава Вакарчука «Вночі», художнє рішення концерту (Національний театр ім. І.Франка, Київ)
- 2009 «Гамлет» Міжнародний фестиваль сучасного мистецтва «ГОГОЛЬFEST», Одеса-Київ
- 2008 «Тарелкін_DREAM» (Росія, Перм)
- 2007 «КУРАЖ» (Одеса, Український Театр Музичної Драми)
- 2007 «Солодких снів, Річарде» (Київський театр «Вільна Сцена»)
- 2006 «Черга» (Київський Театр Драми і Комедії)
- 2006 «Трохи вина 2» (Л.Піранделло), (Київ, Україна)
- 2005 «Чого їм Гекуба» (Одеса, Український Театр Музичної Драми)
- 2004 «Отелло» (Черкаси, Україна)
- 2004 «Зукко» (костюми, художнє оформлення, муз.дебют з А.Кохановським), (Київський театр «Вільна Сцена»)
- 2003 «Едіп» (Одеса, Український Театр Музичної Драми)
- 2003 «Сон в літню ніч» (Державний театр російської Драми ім. Л.Українки)
- 2002 «Щастя поруч» (Одеса, Український Театр Музичної Драми)
- 2002 «Морфій» (Булгаков і Кандинський), (Київ, Галерея Лавра)
- 2001 «Горло Sanctus» Е. Т. А. Гофман - 2 нагороди «Київська Пектораль» (Київ, Галерея Лавра)
- 2001 «MORITURI TE SALUTANT» (1) (Театр на Подолі, Київ)
- 2000 «Смерть Тарєлкіна» (у співавторстві з О.Луньовим), (Театр Драми і Комедії, Київ)*
- 1999 Фестиваль «EST-QUEST» (Трохи вина і 70 оборотів), (Париж, Ді, Франція*)
- 1999 «Фауст-Фрагмент» (В.Гёте ТЮГ), (Москва-Київ*)
- 1998 "Филоктет-Концерт (Софокл, Театр Драми і Ко*медії, Київ, Україна)
- 1997 "Обманута» (Т. Манн), (Київ, Театр Драми і Комедії)
- 1996 «Трохи вина ... і 70 обертів» (Л.Піранделло), (Київ, Театр Драми і Комедії)
- 1996 «Буратін-2» (Київ, Україна)
- 1996 «Вільний бранець королеви» (Ж. Кокто), (Театр Драми і Комедії)
- 1994 «Горло» перформанс (Київ, Україна)
- 1994 «Passion of spring gistrions» перформанс (Київ, Галерея «Ірена»)
- 1993 «There is so much air & moon» ( «Болеро»), перформанс (Київ, Україна)

## Відеороботи
- 2010 Міжнародний фестиваль короткометражных фільмів «Future Shorts Весна 2010» під девізом «All you need is love» - кінопрем'ера  анімаційного відео на пісню «Смысла.нет» [Архівовано 2 січня 2019 у Wayback Machine.] Pianoбой
- 2005 «Польська Сюїта» Лятошинський відео-арт (40 хв.), (Варшава, Польща)
- 2003 Відео-арт «Stereo Cat» (саундтрек разом з Ю.Смаліус)
- 2002 Музичний кліп на пісню «Світ» з альбому «FaYno» (Файно) групи Воплі Відоплясова

## Нагороди та номінації
- 2014 Нагорода за краще художнє рішення вистави року Київська пектораль (Театр ім. І.Франка, спектакль «MORITURI TE SALUTANT», Київ)
- 2012 Театральна нагорода Київська пектораль - Балет «Перехрестя» (За краще рішення музичного твору)
- 2000 Театральна нагорода «Йорик» в номінації за краще художнє оформлення вистави («Faust-fragment») перформанс (Київ, Україна)